# Raggacore
Raggacore is een muziekgenre dat sterk beïnvloed wordt door ragga jungle. De eerste raggacoreproducties zijn terug te vinden in de muziek die Remarc produceerde in 1994.
Raggacore is in feite een experimentele en hardere vorm van ragga jungle met invloeden van breakcore, ragga en dancehall en chaotische breakbeats en reggaesamples. In deze hyperactieve muziekstijl worden ook rustige momenten ingevoegd.

## Artiesten
- Cardopusher
- Knifehandchop
- General Malice
- Bong-Ra
- FFF (dj)
- DJ Scud
- Zombieflesheater
- Enduser
- Venetian Snares
- Shitmat
- Parasite
- LFO Demon
- DJ K
- Red Ruler
- Kid 606
- The Bug
- Society Suckers
- Soundmurderer
- Bloodclaat Gangsta Youth
- Mr Bad Monkey